# Bastennes
Bastennes település Franciaországban, Landes megyében. Lakosainak száma 244 fő (2022. január 1.). Bastennes Castel-Sarrazin, Caupenne, Donzacq és Gaujacq községekkel határos.

## Népesség
A település népességének változása:
| Lakosok száma | 259  | 241  | 227  | 252  | 266  | 260  | 255  | 253  | 257  | 244  |
|               | 1968 | 1982 | 1990 | 2006 | 2013 | 2015 | 2017 | 2019 | 2020 | 2022 |